# Warszawa (singel T.Love)
Warszawa – singel zespołu T.Love wydany w listopadzie 1990 roku. Utwór został skomponowany przez Jana Benedeka, tekst napisał Muniek Staszczyk. Był to pierwszy duży przebój T.Love i jeden z najpopularniejszych utworów polskiego rocka.

## Historia
Pomysł na piosenkę pojawił się w 1989 roku, gdy po rozpadzie T.Love Staszczyk pracował, zmywając naczynia w londyńskiej restauracji Parks. Podczas pewnego weekendu w pracy wymyślił dwa pierwsze wersy piosenki: „Za oknem zimowo zaczyna się dzień / Zaczynam kolejny dzień życia”. Udając przed przełożonymi problemy żołądkowe szedł do toalety, gdzie na barowych serwetkach (w innym źródle: papierze toaletowym) dokończył pierwszą zwrotkę oraz napisał drugą. Trzecia zwrotka została napisana później. Według różnych źródeł miała powstać w Polsce w grudniu 1989 roku lub w wynajmowanym przez Staszczyka mieszkaniu w Londynie. Była to pierwsza piosenka Muńka Staszczyka napisana po 1986 roku.
Pierwsza wersja Warszawy została nagrana 29 grudnia 1989 roku w domu dziennikarza i wydawcy książek Pawła Dunin-Wąsowicza. Podczas nagrania Staszczyk grał na gitarze basowej, a Dunin-Wąsowicz śpiewał chórki. W porównaniu do późniejszej wersji studyjnej druga zwrotka zaczynała się od słów „Krakowskie Przedmieście jest w maju cudowne / Studentki wirują swoimi ciałkami”, a trzecia zwrotka kończyła się słowami: „Jesienią wychodzę z tobą na spacer / Przez pełne kasztanów ulice”. Po nagraniu Staszczyk uznał, że dla tej piosenki powinien reaktywować swój zespół.
Demo Warszawy zostało nagrane wiosną 1990 roku w składzie: Muniek Staszczyk – śpiew, Jan Benedek – gitary, Robert Szambelan – perkusja. Ścieżkę instrumentalną nagrano w ówczesnym mieszkaniu Jana Benedeka przy ul. Czarnieckiego 59, wokale w wytłumionym studiu Piotra Kokosińskiego.
Jesienią 1990 roku w Izabelin Studio nagrano finalną wersję Warszawy. Kompozycja została znacznie zmieniona przez Benedeka. Za jego sprawą pojawiła się gitara akustyczna, pojawiły się improwizowane partie trąbki i syntezatora, zrezygnowano z solówki gitarowej. Ścieżka basowa została zagrana na basie Steinbergera, wypożyczonej od Marcina Ciempiela. Solo na trąbce zagrał Andrzej Przybielski, na syntezatorach zaś Wojciech Konikiewicz. Podczas nagrywania utworu Przybielski borykał się ze spuchniętą wargą, będącą wynikiem pobicia. Konikiewicz korzystał z dwóch syntezatorów: analogowego Rolanda Juno-106 oraz cyfrowego Korga M1. Powstały dwie ścieżki na trąbkę, zmiksowane później w jedno solo przez Roberta Brylewskiego. Jarosław Polak odpowiadał za zaprogramowanie perkusji. Talerze nagrano osobno.
W listopadzie 1990 roku Warszawa ukazała się na singlu. Utwór trafił na album Pocisk miłości wydany 12 sierpnia 1991 roku. Piosenka uchodzi za jeden z najpopularniejszych utworów polskiego rocka. Był to również pierwszy prawdziwy przebój T.Love, który przeobraził się z zespołu alternatywnego w mainstreamowy.
Piosenka od razu stała się przebojem. Na przełomie 1990 i 1991 roku trzy razy zajmowała pierwsze miejsce na Liście przebojów Programu Trzeciego. Muniek Staszczyk wspomina, że Warszawę doceniła Agnieszka Osiecka oraz że piosenka cieszy się bardzo dużą popularnością wśród warszawskich taksówkarzy, którzy często uważają Warszawę jako najlepszy po „Śnie o Warszawie” Czesława Niemena utwór poświęcony stolicy.
W następnych latach utwór ten pojawił się również na składankach: BesT.Love (1998), Superprodukcja (2003), Gwiazdy polskiej muzyki lat 80. (2007), Love, Love, Love – The Very BesT.Love (2008).

## Tekst
W 2016 roku Staszczyk określił utwór jako „pocztówkę miasta lat 80”. „Grochów się budzi z przepicia” oraz „Krakowskie Przedmieście zalane jest słońcem” odnosi się do czasów studenckich Staszczyka. Na Grochowie przy ulicy Kickiego 9 (według innego źródła: Kickiego 12) mieści się akademik, w którym przebywał studiujący polonistykę Muniek Staszczyk. Zajęcia zaś odbywały się na Krakowskim Przedmieściu 26/28. W latach 1988–1998 Staszczyk mieszkał na Żoliborzu: początkowo z żoną i jej rodzicami na ulicy Przasnyskiej, następnie na ulicy Suzina. Zwrotka „Zielony Żoliborz, pieprzony Żoliborz” stanowi manifestację miłości do tej dzielnicy, jednak została ona wyrażona w knajackim slangu. Zwrotka ta spotkała się później z krytyką ze strony niektórych mieszkańców Żoliborza, dosłownie traktujących ten fragment piosenki. Wersy „Jesienią o zmroku przechodzę z tobą / Przez pełne kasztanów ulice” są poświęcone żonie Marcie, z którą autor tekstu spacerował po Żoliborzu.

## Teledysk
Teledysk został nagrany na strychu mieszkaniu Jana Benedeka, gdzie często gościli warszawscy i paryscy muzycy. Reżyserem klipu był lider francuskiego zespołu punkowego Les V.R.P. Nery Catineau. Teledysk nakręcono na taśmie ORWO. Muniek Staszczyk zagrał Adolfa Hitlera, Paweł Nazimek Józefa Stalina, Jarosław Polak sklepikarza, a Romuald Kunikowski księdza. Pierwotnie teledysk miał nakręcić Łukasz Zadrzyński (autor teledysków do piosenek „Wychowanie” i „Chłopaki nie płaczą”), jednak reżyser zażądał zbyt wysokiego honorarium.
Teledysk do Warszawy wygrał pierwszą edycję Festiwalu Polskich Wideoklipów Yach Film w 1991 roku.

## Dodatkowe informacje
- Pierwsza wersja utworu z grudnia 1989 roku trafiła na album Muniek & T.Love – rarytasy 1981–2007, którą dołączono do książki Magdy Patryas Potrzebuję wczoraj poświęconej T.Love[10].
- Wersje koncertowe utworu pojawiły się na albumach I Love You z 1994 roku oraz T.Live z 2003 roku[10].
- Utwór był wielokrotnie coverowy. Własną wersję „Warszawy” wykonali m.in. Stanisława Celińska[2], Sokół (w 2017), Katarzyna Nosowska, Dawid Podsiadło[12].
- Utwór pojawił się w polskim filmie muzycznym Wszystko gra z 2016 roku[13].